# سیف‌آباد الهیار
سیف‌آباد الهیار، روستایی از توابع بخش بازفت شهرستان کوهرنگ در استان چهارمحال و بختیاری ایران است.

## جمعیت
این روستا در دهستان دوآب قرار دارد و براساس سرشماری مرکز آمار ایران در سال ۱۳۸۵، جمعیت آن ۴۲ نفر (۱۰خانوار) بوده‌است.